# Dickie Roberts: Former Child Star
Dickie Roberts: Former Child Star (titulada Dickie Roberts: El ex actor en Hispanoamérica y Dickie Roberts: Ex niño prodigio en España) es una película estadounidense de 2003 dirigida por Sam Weisman. Está protagonizada por David Spade, Mary McCormack, Scott Terra, Jenna Boyd, Jon Lovitz, Alyssa Milano, Emmanuel Lewis y Gary Coleman. La película se estrenó el 5 de septiembre de 2003 en Estados Unidos. 

## Sinopsis
Dickie Roberts (David Spade) es un hombre que, cuando era niño, era una gran estrella de la televisión, protagonista de un show que veían 50 millones de norteamericanos. Ahora Dickie trabaja como limpiacoches, y está desesperado por conseguir una audición para un gran papel que podría revitalizar su carrera.

## Reparto
- David Spade – Dickie Roberts
- Mary McCormack – Grace Finney
- Scott Terra – Sam Finney
- Jenna Boyd – Sally Finney
- Jon Lovitz – Sidney Wernick
- Alyssa Milano – Cyndi
- Emmanuel Lewis – El Mismo
- Gary Coleman – El Mismo

- Datos: Q1210033